# Natura umana
La natura umana è l'insieme delle caratteristiche distintive, compresi i modi di pensare, di sentire e di agire, che gli esseri umani tendono naturalmente ad avere, indipendentemente dall'influenza della cultura.

Le questioni su ciò che queste caratteristiche siano, cosa le provochi, e come la natura umana sia costituita, sono tra le più antiche e dibattute della filosofia occidentale. Queste domande hanno ricadute in materia di etica, politica, teologia, oltre ad essere trattate anche nell'arte, nella letteratura, nei molteplici rami delle scienze umane, le quali formano, insieme, un importante dominio di indagine sulla natura umana, che l'individuo rivolge costantemente verso se stesso e i propri simili come nel celebre detto latino, assurto a ideale filantropico dell'humanitas: 
(Terenzio, Heautontimorumenos, v. 77, 165 a.C.)

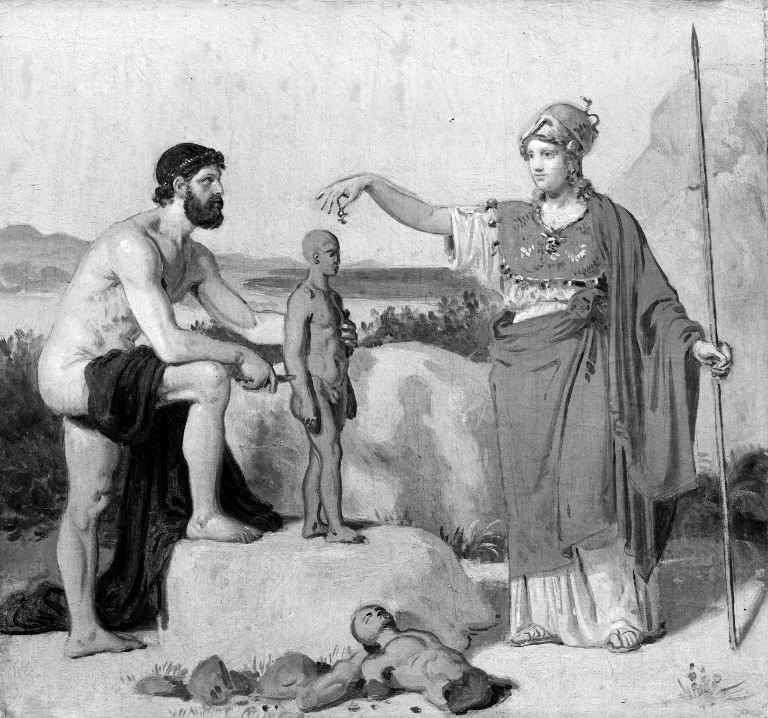
Illustrazione del mito di Prometeo che plasma l'uomo a partire dal fango (dipinto di Constantin Hansen, 1845)

La definizione di essere umano come essere superiore per la presenza in lui di un elemento incorporeo (mente, anima, spirito) che lo renda capace di elaborare concetti, di operare scelte e di risponderne responsabilmente, non è solo una concezione intuitiva ma anche il risultato di una lunga elaborazione che dal pensiero greco arcaico arriva alla moderna antropologia filosofica. Tra i rami della scienza contemporanea associati allo studio della natura umana vi sono l'antropologia, la sociologia, la sociobiologia e la psicologia, in particolare quella evoluzionista e dello sviluppo.

## L'essere umano nei miti e nella filosofia
Nelle concezioni antiche, la natura dell'essere umano viene concepita ora in maniera decisamente pessimista, in considerazione della sua caducità e mortalità rispetto agli Dei, ora più ottimisticamente riguardo all'idea che in essa vi sia nonostante tutto un elemento d'eccellenza che l'avvicina al divino.

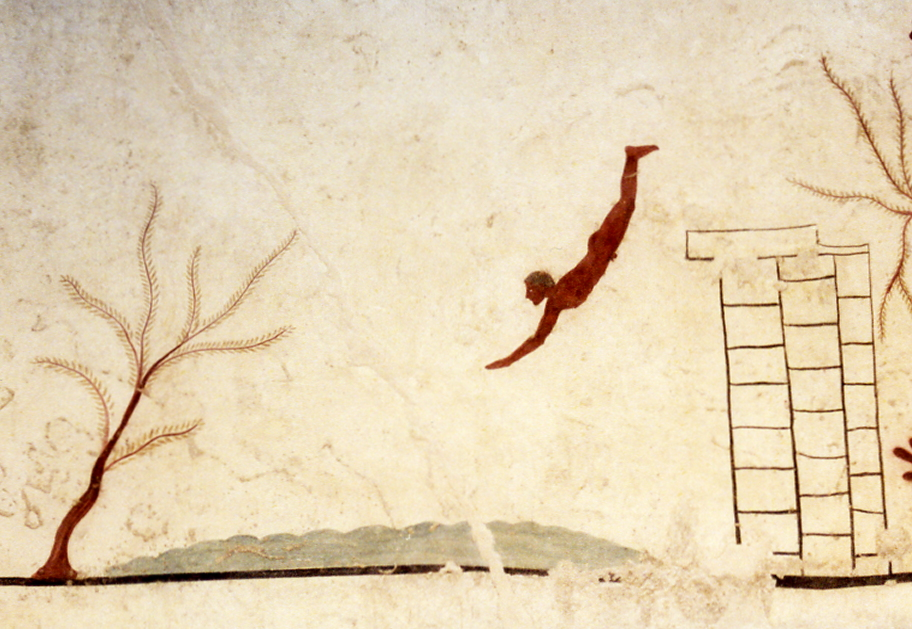
Tomba del Tuffatore (480-470 a.C.): lastra di copertura. Museo archeologico nazionale di Paestum. «Ma è certo che il tuffo che orna la quinta lastra di questa tomba in esame, può essere spiegato come allegoria della liberazione dell'anima dal peso del corruttibile corpo...» L'acqua rappresenterebbe l'Okeanos che circonda il mondo e il tuffo il passaggio dalla vita alla morte

Nei poemi omerici l'essere umano si caratterizza per la sua inferiorità rispetto alla potenza e al sapere divino. Quando egli muore, perde ogni consistenza e diviene come un'ombra. Con queste parole Achille esprime il sentimento greco dell'aldilà:
essere un mendicante che viva nella povertà,

piuttosto che signore del Regno dei Morti.»
(Odissea, libro XI, vv. 489-491)
Ma, come si vede in Esiodo, vi è anche la convinzione che l'essere umano è in grado, con la ragione e il linguaggio, di uscire dalla sua inferiorità. Così pure il mito di Prometeo attesta che, contro la volontà degli Dei, agli umani è stato donato il fuoco, simbolo di potenza.
Nelle religioni misteriche d'altronde, come ad esempio l'orfismo, nato dal mito di Orfeo, si insegnava già che gli esseri umani possiedono un'anima immortale, di origine cosmica e divina, la quale imprigionata nel corpo con la liberazione della morte tornerà allo stato originario. Questa dottrina, in cui si mescolano elementi cosmologici e astrologici, confluirà nella scuola pitagorica con la teoria della metempsicosi:
Dalle prime riflessioni espresse nei miti, nella poesia e nei testi religiosi si arriva alla filosofia che si pone le seguenti questioni:
- il rapporto che l'essere umano ha con gli dei;
- il posto dell'essere umano nel cosmo;
- l'essere umano è una semplice struttura fisica o è in lui presente un'anima? Come questa si rapporta con il corpo?

In maniera oscillante, si pensa che l'essere umano occupi una parte infima nell'universo, eppure che vi sia una sorta di parentela tra l'essere umano, ritenuto un microcosmo, ed il macrocosmo universale.
Socrate, il cui insegnamento mira a far conoscere sé stesso all'essere umano, cerca di fargli scoprire, attraverso il dialogo, la sua essenza, cioè il logos, inteso come ricerca del vero e del bene. La razionalità e il linguaggio sono i doni ricevuti dall'essere umano da parte degli Dei, con cui Socrate, come la levatrice, cerca di portare alla luce nei discepoli la verità attraverso la maieutica: 
(Senofonte, Memorabili, IV, 3, 3-12; trad. it. di A. Sansoni, Milano, Rizzoli, 1994)

Anche i sofisti colgono nel linguaggio la facoltà peculiare dell'essere umano, ma essi lo ritengono soltanto uno strumento in grado di dominare sugli altri esseri. Ripudiando tutta la tradizione filosofica precedente come astratta ed inutile essi avanzano l'antropocentrismo della realtà: 
(Protagora)

### Platone e Aristotele
Per Platone, la natura umana si trova perennemente sospesa tra essere e non essere. L'uomo vive drammaticamente questa condizione in quanto individuo calato nell'esistenza, tra il richiamo del mondo iperuranio, eterno, immutabile e incorruttibile, di cui avverte un'innata reminiscenza, e la sua parte terrena soggetta alla contingenza, al divenire, e alla morte.

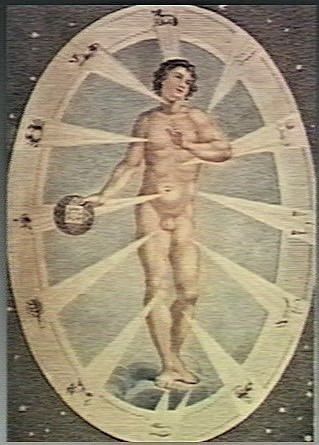
L'uomo zodiacale visto come il riflesso degli astri, che per Platone sono esseri divini.

Platone oscilla così tra una concezione pessimista, esposta nel Fedone e nel Fedro, dovuta al corpo che è come un carcere in cui l'anima umana è incarnata per espiare una colpa originaria, e una più positiva, soprattutto nel Timeo, secondo cui l'anima ha origine dal soffio divino (pneuma, cioè «vento» o appunto «soffio»). Nel dialogo Alcibiade primo Platone conferma l'origine divina dell'uomo.
L'anima umana possiede tre facoltà, ripartite, secondo il mito del carro e dell'auriga, in tre attività: 
- quella razionale (loghistòn) che funge da guida;
- quella volitiva-irascibile (thumoeidès) animata dal coraggio,
- e quella concupiscibile (epithymetikòn) soggetta ai desideri.[11]

Alle tre parti dell'anima corrispondono nella città-stato tre classi sociali (filosofi, guerrieri e mercanti) le cui funzioni si devono mantenere nell'ambito dei rispettivi ruoli affinché il governo sia armonico.
Le tre parti dell'anima vengono inoltre così collocate anatomicamente: nella testa, dove ha sede la razionalità, nel petto in cui dimora la parte irascibile, e nel ventre quella desiderativa, le ultime due le più materiali, destinate a dissolversi con la morte. La disposizione anatomica dell'uomo rivela che in lui non opera la casualità, bensì un piano intelligente.
L'origine divina dell'anima viene confermata anche da Aristotele, che pure elabora una filosofia per molti aspetti opposta a quella platonica, negando l'innatismo delle idee. Anche lui afferma che l'uomo deve ispirare il proprio comportamento alla sua parte più nobile, l'anima.
Questa infatti, nell'antropologia aristotelica, è entelechia del corpo, poiché trasforma in atto la potenza di vita di un uomo. L'anima quindi non è autonoma dal corpo, come nella dottrina platonica: come non è possibile separare nella statua il marmo dalla figura rappresentata, così non si può distinguere, o almeno lo si può solo concettualmente, l'anima dal corpo.
L'anima umana per Aristotele possiede analogamente tre facoltà:
- quella vegetativa, in comune colle piante, che assolve alle funzioni essenziali della vita;
- quella sensitiva, in comune cogli animali, che presiede alla percezione e ai sentimenti;
- infine quella razionale, che appartiene solo all'uomo, collocato al culmine della natura, signore del creato e di tutti gli esseri inferiori che sono materia potenziale per l'attualità del suo sviluppo.

### Ellenismo
Una visione puramente materiale è nel pensiero di Epicuro per cui tutto è formato di atomi, compreso l'uomo. L'unica realtà incorporea è il vuoto che però non può, proprio per questa sua immaterialità, compiere alcuna azione né esserne oggetto. Il corpo e l'anima umani sono costituiti solo di particelle materiali piccolissime e rotonde, che si disgregano alla morte.

Diversa è l'impostazione della scuola stoica fondata da Zenone di Cizio, per cui nella materia cosmica e umana è immanente un principio formale inteso come "fuoco", cioè ragione (logos) o anima universale, che si riflette nell'uomo. In lui vi è una dunque una scintilla divina di questo Logos.
Nel periodo ellenistico tornano in auge dottrine neoplatoniche, gnostiche e astrologiche, per le quali la natura umana, di origine cosmica e divina, non solo contiene in sé i quattro elementi dell'universo (fuoco, terra, aria, acqua), ma li riassume come una sorta di zodiaco in miniatura (tetramorfo): in base al principio ermetico dell'analogia, nell'homo signorum ogni parte anatomica trova corrispondenza con un preciso segno zodiacale. Ogni elemento sta inoltre in relazione con uno dei quattro temperamenti che differenziano le varie tipologie degli esseri umani in collerico, flemmatico, sanguigno e melanconico, secondo la dottrina umorale praticata in ambito medico da Ippocrate e successivamente da Galeno.
La presenza di aspetti fatalistici nell'astrologia era stata un tratto peculiare dello stoicismo, che vedeva l'universo dominato da rapporti di affinità o simpatia, attraverso cui il Logos determinava la natura degli uomini. Contro questa visione, Plotino sostenne che il fato non è ineluttabile, a condizione di sapersi elevare al di sopra di esso, verso la dimensione dell'Anima superiore che non soggiace agli impulsi corporei.
L'uomo infatti per Plotino è l'unico fra tutte le creature viventi dotato di libertà, capace di invertire la necessità della dispersione dell'Uno nel moltepelice, rivolgendosi alla contemplazione dell'intelligibile (epistrophé). Soltanto il sapiente però sa compiere questa ascesa, mentre la maggior parte degli esseri umani, come nel mito della caverna, non avverte quest'esigenza né conosce la meta da raggiungere, restando nell'oscurità e nella schiavitù alle leggi del destino:
(Plotino, Enneadi, II, 3, 10)

### L'uomo nel Cristianesimo e nel Medioevo

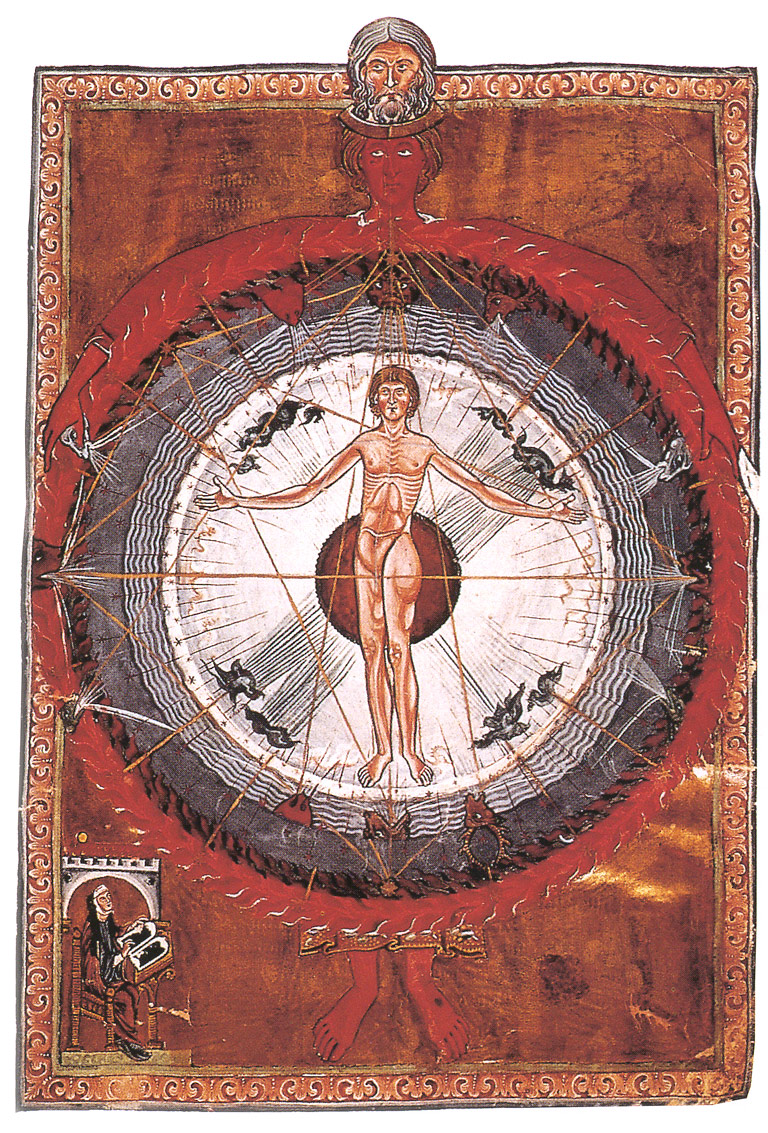
L'Uomo Universale, raffigurato come un microcosmo che riassume il macrocosmo (dal Liber Divinorum Operum di Ildegarda di Bingen, folio 9, XIII secolo, Biblioteca statale di Lucca)

Con l'avvento del Cristianesimo, da un lato la natura umana viene nobilitata in quanto creata «a immagine e somiglianza di Dio», fatto di amore e dono di sé; dall'altro si ammette che essa è stata inevitabilmente corrotta a causa del peccato originale, ma attraverso il sacrificio di Gesù sulla croce può essere redenta, tornando alla purezza originale dell'antico Adamo. Come Dio è Uno e Trino, così anche nell'essere umano è presente una tripartizione, secondo l'affermazione di San Paolo che contrappone la nobiltà dello spirito umano alla bassezza della carne:
(San Paolo, Prima lettera ai Tessalonicesi, 5, 23)
Questa concezione tripartita dell'essere umano, seppure prevalente tra i padri della Chiesa, sarà poi abbandonata. Secondo Ireneo di Lione, «vi sono tre principi dell'uomo intero: il corpo, l'anima e lo spirito. Quello che salva e che forma è lo spirito. L'altro, che è unito e formato, è il corpo. Poi un intermediario tra i due è l'anima. Questa talora segue lo spirito ed è elevata da lui. Talora anche condiscende al corpo e si abbassa alle voglie terrestri». 
Così anche secondo Origene, che istituisce un parallelismo fra le tre parti della natura umana e i tre sensi della Scrittura.
Per Agostino d'Ippona, che risente dell'influsso neoplatonico, l'essere umano possiede una facoltà superiore, spirituale, in cui si fa sentire la presenza di Dio, ed una inferiore, rivolta agli enti materiali. L'anima funge quindi anche per lui da intermediaria tra spirito e corpo, ora elevandosi alla luce intuitiva delle idee (ratio superior), ora rivolgendosi alle attività mondane ad un livello puramente logico-scientifico (ratio inferior): «L'anima non è tutto l'uomo ma la sua parte migliore; e neanche il corpo è tutto l'uomo intero, ma la sua parte inferiore».
La questione della doppia anima, di cui una di natura puramente spirituale e perciò del tutto separata dal corpo, rimase in seguito dibattuta, finché nei Concili di Costantinopoli dell'869-870 e dell'879-880 venne affermata l'unicità dell'anima umana. In seno a quest'ultima Tommaso d'Aquino ripropone comunque la differenziazione aristotelica tra anima razionale, sensitiva, e vegetativa. In essa consiste per Tommaso l'essenza della natura umana, un'anima da intendere non come concetto attribuibile alla specie in generale, bensì come forma che porta concretamente a perfezione una materia corporea, alla quale è indissolubilmente unita.
Lungi dall'essere un'astrazione generalizzabile, per il pensiero medioevale ogni uomo è quindi persona, «universo di natura spirituale dotato della libertà di scelta e costituente un tutto indipendente di fronte al mondo», e che nello stesso tempo è sia naturale sia soprannaturale.

### L'uomo nella modernità
Se nel Medioevo mancava in parte «lo sguardo della creatura su se stessa», poiché troppo sbilanciato sulle realtà divine per occuparsi in modo profondo di quelle create e umane, con il Rinascimento la situazione inizia a mutare: la creatura viene riabilitata in una prospettiva maggiormente naturalistica e antropocentrica, diventando essa stessa creatrice, cioè non solo homo sapiens, ma anche homo faber. 

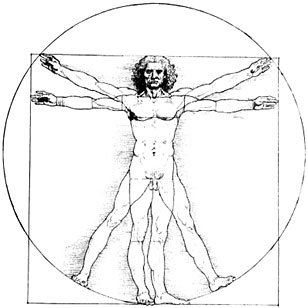
L'uomo vitruviano, simbolo umanistico dell'analogia tra il Cielo, rappresentato dal cerchio, e la Terra, rappresentata dal quadrato.

Nel nuovo clima dell'umanesimo quest'ultimo rappresenta un ideale non più fine a se stesso, ma che racchiude anche un potere: un sapere cioè non solo contemplativo ma funzionale all'azione, attore e costruttore del mondo, in virtù della centralità che l'anima umana assume ora nell'universo. Tenendone collegati gli estremi opposti, il cielo e la terra, il macrocosmo e il microcosmo, l'uomo è definito infatti da Marsilio Ficino vera copula mundi, a indicarne la peculiare caratteristica di trovarsi al centro dell'universo, mediatore tra Dio e il creato, tra spiritualità e corporeità, che scopre la loro segreta e occulta analogia, e li riunifica grazie alla forza dell'amore.
Anche Pico della Mirandola esaltò la peculiarità dell'uomo, unico nella «scala degli esseri» capace di potersi forgiare da solo, non avendo egli natura pre-determinata, bensì la libertà di scelta di evolversi verso l'alto o abbruttirsi verso il basso.
"Non ti ho fatto né celeste né terreno, né mortale né immortale, perché di te stesso quasi libero e sovrano artefice ti plasmassi e ti scolpissi nella forma che avresti prescelto".»
(Giovanni Pico della Mirandola, Oratio de hominis dignitate, 1486)
Questa visione verrà ripresa in parte dallo scienziato e filosofo Blaise Pascal, secondo cui l'uomo non è né «angelo né bestia», essendo la sua propria posizione nel mondo un punto mediano tra questi due estremi.
Una concezione sempre più naturalistica dell'essere umano prese tuttavia in seguito a diffondersi, anche in seguito alla Riforma protestante, secondo la quale l'uomo che riceve la Grazia, pur rimanendo integralmente corrotto e privo di libero arbitrio, diviene l'eletto di Dio sulla terra con la conseguenza che «le sue esigenze imperialistiche saranno senza limiti e la prosperità materiale gli apparirà come un dovere del proprio stato». Il pessimismo protestante sposta il centro vitale dall'ordine spirituale a quello naturale a causa del forte rilievo che attribuisce al peccato originale.
Con Rousseau e Hegel si compie poi la definitiva eliminazione di ogni componente non immanente della persona umana e la sua riduzione ad essere puramente naturale. Secondo Maritain l'errore tragico della modernità non è stato nel rivalutare l'uomo ma aver riabilitato l'uomo senza Dio e contro Dio. Egli distingue fra due umanesimi: un umanesimo teocentrico che riconosce Dio come centro e un umanesimo antropocentrico che pone invece nell'uomo il centro dell'uomo e che viene definito "inumano". Maritain passa poi a delineare storicamente le fasi storiche dell'umanesimo antropocentrico:
- il primo periodo (1300-1600) è caratterizzato da un naturalismo cristiano e dal dominio dell'uomo sulla natura "benedetto" da Dio;
- il secondo periodo (1700-1800) è caratterizzato dalla definitiva separazione della cultura dalla religione e da una fortissima affermazione della tecnica a cui si chiede di procurare la felicità all'uomo;
- il terzo periodo (1900) è caratterizzato dal definitivo spostamento del fine ultimo dell'uomo in sé stesso e la conseguente rivolta dell'uomo contro il mondo e contro Dio al fine di far sorgere una nuova umanità mentre le energie d'ordine materiale che egli pone in opera con la tecnica invadono lo stesso mondo umano.[41]

## Prospettive antropologiche
Nuove prospettive sono venute dalla scienza antropologica sorta a partire dall'Ottocento, la quale, pur basandosi su precursori di antica data, si propone di studiare la natura umana sotto diversi aspetti (sociale, culturale, morfologica, psicoevolutiva, sociologica, artistico-espressiva, filosofico-religiosa), indagando soprattutto i comportamenti umani all'interno delle società.

### L'uomo religioso
Nell'ambito dell'antropologia culturale, è stata coniata la definizione di homo religiosus, ripresa tra gli altri dallo studioso Mircea Eliade, per denotare la natura peculiare dell'uomo quale essere contemplativo e perennemente rivolto alla dimensione del sacro, a evidenziare come questa sia «un elemento della struttura della coscienza e non un momento della sua storia».

### L'uomo economico
Maritain nel suo Umanesimo integrale trattando del marxismo relativamente alla struttura dell'uomo moderno lo definisce come «un sistema completo di dottrina e di vita il quale pretende di svelare all'uomo il senso dell'esistenza, risponde a tutte le questioni fondamentali poste dalla vita e manifesta una potenza di inviluppamento totalitario.»
Il marxismo è quindi una religione, di cui il materialismo dialettico costituisce la teologia dogmatica, il comunismo è l'espressione etica e sociale e l'ateismo dogmatico il primo articolo di fede. Ma nonostante la radicale diversità fra pensiero marxista e pensiero cristiano, Maritain fa notare che le idee marxiste, ad esempio comunione, sacrificio e fede nella causa, si rivelano ad un esame più accurato essere nient'altro che "schegge impazzite", energie religiose secolarizzate di cui il marxismo si nutre e grazie alle quali vive.
Karl Marx, rifiutando non solo l'idealismo ma anche il concetto stesso di spirito, ha sottomesso ogni ambito della vita umana alla sfera economica: «la casualità materiale è diventata la causalità puramente e semplicemente primaria». Il marxismo, poi "respingendo" il processo dialettico nella materia, afferma che il processo economico (non autonomamente ma con tutte le energie che esso genera) trasformerà l'uomo alienato di oggi in padrone della storia e del mondo domani: la redenzione dell'umanità avverrà per mezzo del proletariato e condurrà alla libertà l'umanità e all'individuo della società liberale subentrerà l'individuo collettivo che, liberato con l'abolizione della proprietà privata, assumerà i tratti che la coscienza alienata attribuiva a Dio.
Un'obiezione di carattere metodologico è quella riportata da autori che pure hanno condiviso la posizione neotomistica di Maritain come Étienne Gilson (1884–1978) e Antonin-Dalmace Sertillanges (1863–1948) i quali osservano che nell'analisi di Maritain «il dato cristiano viene assunto come un semplice dato d'esperienza, a prescindere dalla sua pretesa di essere una rivelazione [...] il dato cristiano, in quanto oggetto di fede non può qualificare una ricerca puramente razionale e in quanto oggetto di ragione non sarebbe propriamente cristiano».

### L'uomo "nuovo"
L'uomo nuovo è un concetto nato in Italia dopo la prima guerra mondiale sull'onda dell'esaltazione dei valori interventisti e futuristi sorti durante quel conflitto soprattutto in merito ad un principio di "svecchiamento" dei costumi ottocenteschi e nella lotta alla borghesia "imboscata" e "pacifista" individuata nelle categorie come la nobiltà, il clero, l'aristocrazia in genere. A tali categorie verrà aggiunta, successivamente, buona parte dei ceti medi, corrotti dai personaggi del bel mondo
Contro l'uomo economico e «panciafichista» doveva sorgere l'"Uomo nuovo", in contrapposizione all'ideale apolide identificato con la cultura ebraica e caratterizzato dal materialismo, l'edonismo, la competizione senza scrupoli, l'egoismo, i quali si potevano ritrovare sia nelle economie conservatrici capitaliste sia nell'economia marxista.
Questo retroterra culturale scosso dalla guerra era basato sulle idee nuove in fatto sociologico dalla sintesi delle ricerche scientifiche di Charles Darwin, Sigmund Freud, e Cesare Lombroso, accolte con entusiasmo da certi ambienti delusi da quel rinnovamento che la guerra rigeneratrice aveva promesso. L'uomo nuovo vive in un'epoca caratterizzata da un'elevata conflittualità sociale e ideologica i cui principali riferimenti sono Karl Marx e Michail Bakunin contrapposti alla tradizionale società capitalista reazionaria. Di fronte a questa suddivisione l'"uomo nuovo" doveva porsi in alternativa, esso non poteva più riferirsi alla vecchia società borghese, ma neanche a delle teorie politiche materialiste e per antonomasia all'epoca considerate utopistiche.

### L'antropologia filosofica
Una prospettiva ulteriore nell'ambito dell'antropologia è quella dell'antropologia filosofica, sorta nei primi decenni del Novecento, la cui espressione si ritrova per la prima volta nell'opera La posizione dell'uomo nel cosmo (1927) di Max Scheler, che osserva come «mai nella storia come noi la conosciamo, l'uomo è stato come oggi un problema per se stesso».
Ne La posizione dell'uomo nel cosmo Scheler considera l'uomo come un essere diverso da tutti gli altri animali per la sua capacità di uscire dalla chiusura ambientale di Jakob Johann von Uexküll, nel «dire di no» alla realtà sensibile per aprirsi al mondo sovrasensibile (Weltofenheit). 
Secondo Scheler l'uomo si differenzia dall'animale non per l'intelligenza, ma per essere una direzione aperta priva di un'essenza predefinita, un essere quindi che nell'esporsi all'apertura al mondo e alla ricerca di una seconda natura si scopre bisognoso di un processo di formazione (Bildung).
Le conclusioni di Scheler hanno influenzato diversi autori (Helmuth Plessner, Arnold Gehlen, Erich Rothacker, Adolf Portmann, Hans Jonas, Maurice Merleau-Ponty, ecc.), che tuttavia hanno preso le distanze dagli aspetti metafisici del suo pensiero, pur concordando sulla specificità dell'uomo come capace di opporsi alle forze istintuali.

## Prospettive psicologiche

Schema del modello psicoanalitico della mente umana, paragonata da Freud ad un iceberg: la parte emersa, che simboleggia la coscienza, è molto più piccola rispetto a quella sommersa.

Con la nascita della psicanalisi, Freud inaugurò un modello della natura umana che non si basava solo su impulsi materiali, ma che ammetteva anche la presenza di istanze psichiche (da psyché, in greco «anima») in grado di operare modificazioni fisiche e morfologiche sin nel corpo, come attestato dagli studi sull'isteria, malattia non riconducibile a cause somatiche.
Egli affermò la presenza nella natura umana di impulsi inconsci e irrazionali, sostenendo come la ragione non sia un dono già dato ma che occorra bensì conquistare, e che la coscienza non è da identificare con la mente nel suo complesso. 
Freud rivalutò anche la portata del sogno quale manifestazione psichica e onirica che attinge i propri contenuti latenti dalla parte più profonda della psiche. Così anche i lapsus, le forme d'amnesia momentanea ed i falsi ricordi non sarebbero quasi mai casuali. 
Oltre alla distinzione tra conscio ed inconscio, Freud indicò una strutturazione della psiche umana in tre livelli:
- l'Es, che rappresenta l'istinto e la pulsione sessuale, completamente dimorante nell'inconscio;
- il Super-io, ossia un condensato degli insegnamenti morali, sociali ed educativi, che permane tra contenuti consci e inconsci;
- l'Io, che fa da mediatore tra l'Es ed il Super-io, cioè tra istanze pulsionali e morali, e si struttura nelle fasi della crescita attraverso l'infanzia e l'adolescenza.

Carl Gustav Jung riteneva invece che l'inconscio alla nascita non contenesse solo pulsioni, per lo più di natura sessuale, bensì degli schemi psichici innati, comuni a tutto il genere umano e trasmessi per via ereditaria, perciò appartenenti a una conformazione universale che lui chiamava inconscio collettivo, distinguendolo dal quello personale derivante dall'esperienza individuale. Tali impostazioni e immagini mentali sono definiti «archetipi», e agiscono nella psiche umana in maniera simile alle idee platoniche. Di questi i più importanti sono: 
- il Sé, cioè il risultato del processo di formazione dell'individuo;
- l'ombra, ossia gli aspetti negativi repressi dalla coscienza, che questa non vuole ammettere al proprio interno, proiettandoli all'infuori sé;
- l'anima e l'animus, cioè rispettivamente la personalità femminile come l'uomo se la rappresenta nel proprio inconscio, e la controparte maschile nella donna.

Altri esempi di archetipi innati nella mente umana sono quelli del saggio, del mago, del guerriero, del sovrano, dell'amante, ecc. In tal modo Jung sposta sul piano inconscio quelle esigenze morali di tipo culturale, religioso, estetico e sociale, comuni a tutti gli individui di un certo gruppo, che Freud riteneva presenti invece nel Super-io della psiche umana.

## Prospettive esoteriche

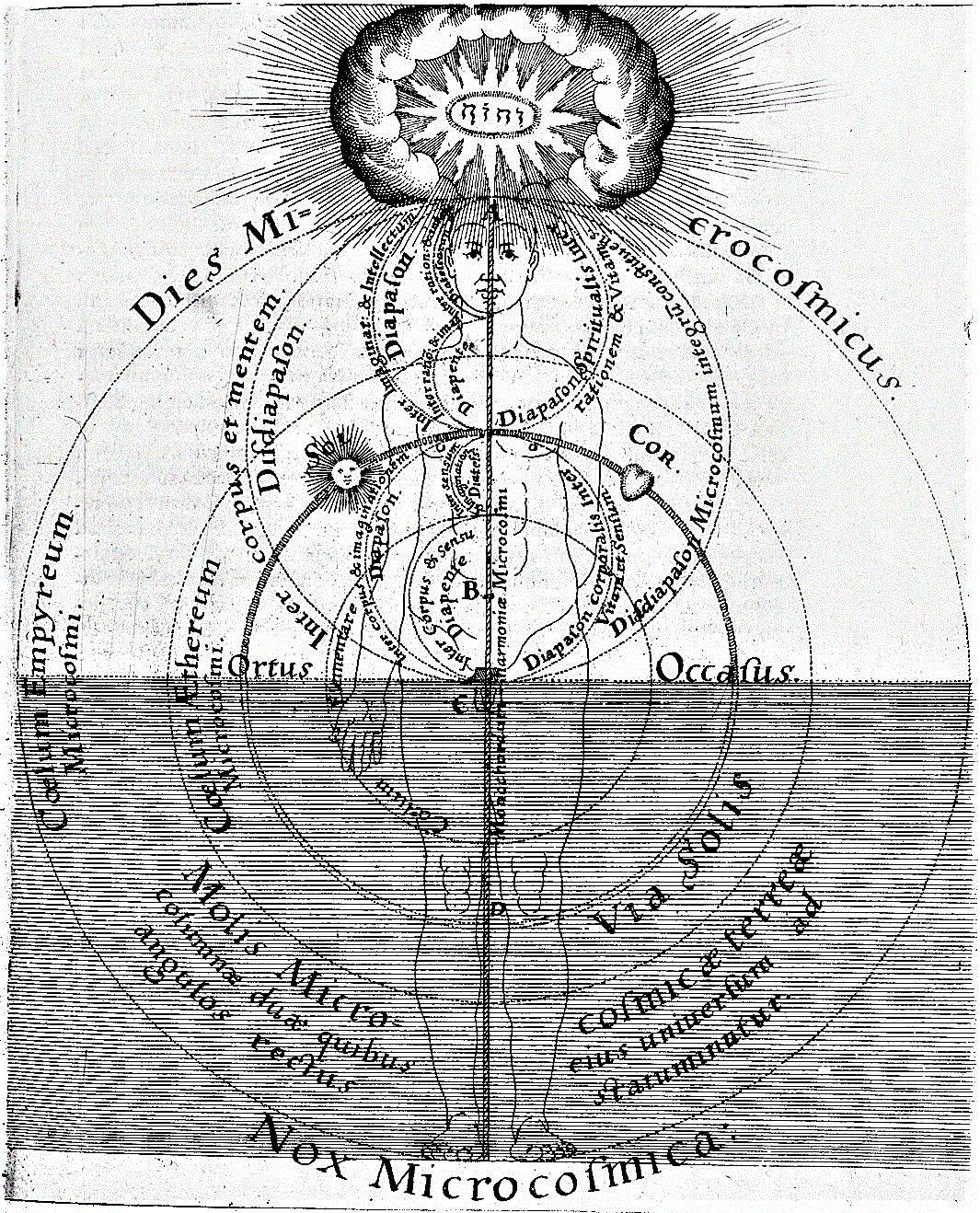
Le corrispondenze occulte tra l'uomo e i pianeti, in un'incisione del paracelsiano Robert Fludd (1619)

Concezioni esoteriche della natura umana sono presenti soprattutto nelle dottrine induiste orientali, ma già nei culti egizi o nei misteri dell'Occidente antico esse incorporavano elementi del pitagorismo come la dottrina della reincarnazione, o la tripartizione platonica e aristotelica dell'anima.
In quest'ambito si parla di anatomia occulta per indicare le componenti sottili dell'essere umano, come l'aura, il prana, i chakra, i meridiani, ecc., per distinguerle dagli organi più grossolani. A differenza degli aspetti fisico-corporei, tali organi sottili attengono sia alla dimensione animica, cioè propriamente psichica ed emotiva dell'individuo, ma rispetto ai sistemi odierni della psicologia, le scuole di esoterismo ritengono l'individuo dotato anche di una componente spirituale, di natura divina, in quanto originata da esseri cosmici e planetari. Paracelso, ad esempio, metteva in relazione i principali organi del corpo umano con i sette pianeti classici.
Nell'ambito dello gnosticismo, una riflessione peculiare sulla natura umana è quella offerta da Valentino, il quale suddivide gli uomini in tre tipologie:
- Ilici, o materiali, che costituiscono la maggioranza, volti unicamente al soddisfacimento dei bisogni più terreni;
- Psichici, o animici, nei quali predomina il livello dell'anima e dei sentimenti;
- Pneumatici, o spirituali, i pochi capaci di elevarsi alla conoscenza intellegibile propria degli Dei.

Tale suddivisione è stata ripresa nell'epoca contemporanea da alcuni settori della massoneria, sebbene respinta da altri. Per il resto, nuovi contributi in quest'ambito sono venuti dalla fondazione del movimento teosofico di fine Ottocento, che considera l'uomo un essere multidimensionale, in quanto appartenente a diversi piani dell'esistenza. In particolare, la teosofia non si limita alla tripartizione classica in corpo, anima e spirito, ma ne propone una suddivisione settemplice, in corpo fisico, eterico, astrale, mentale, causale, buddhico, atmico: questi ultimi consistono in corpi in divenire che l'essere umano è chiamato a realizzare nel corso delle sue incarnazioni terrene. Tale terminologia può tuttavia risultare differente in altri sistemi esoterici, come ad esempio quello antroposofico, che tra l'altro li pone in relazione con le età della vita umana, e nel quale sono anche rivalutati i quattro temperamenti costituzionali propri della medicina classica occidentale.